# Håkan Hellström
Håkan Georg Hellström, (Älvsborg, Gotemburgo, 2 de abril de 1974) es un cantante y compositor sueco que saltó a la fama en el año 2000 con el éxito “Känn ingen sorg för mig Göteborg” («No sientas pena por mí, Gotemburgo»). 

## Biografía
Nacido el 2 de abril de 1974 en Gotemburgo, desde joven mostró pasión por la música, influenciado por artistas como The Clash y The Beatles.
Hellström fue el batería de la banda sueca de indie pop Broder Daniel entre 1988 y 1994, y después tocó para la banda sueca de rock alternativo Honey Is Cool. En 1997 volvió con Broder Daniel pero tocando el bajo, hasta que finalmente dejó la banda en el 2003 para centrarse en su carrera en solitario.
Se abrió paso en las listas suecas en el año 2000 y en el 2005 Hellström lanzó su cuarto álbum Nåt gammalt, nåt nytt, nåt lånat, nåt blått (Algo viejo, algo nuevo, algo prestado, algo azul), que es una colección de viejas canciones nunca incluidas en sus álbumes anteriores, un puñado de nuevas canciones y covers. Después del nacimiento de su hijo en 2006 anunció que se tomaría un descanso, aunque siguió actuando ocasionalmente. Desde entonces ha lanzado los álbumes Försent för Edelweiss (Demasiado tarde para Edelweiss) y Två steg från paradise (A dos pasos del paraíso) en 2008 y 2010, respectivamente.
Desde entonces, su popularidad no ha dejado de crecer, convirtiéndose en uno de los artistas más queridos y reverenciados de Suecia. Su estilo musical ecléctico, que combina el pop-rock con tintes folk y letras introspectivas, ha tocado los corazones y las mentes de millones de seguidores leales en todo el país, consolidando su estatus como un ícono de la música sueca contemporánea.Durante su carrera musical ha recibido numerosos galardones, por ejemplo el "Rockbjörnen" se le ha concedido once veces.Hasta la fecha ha publicado catorce álbumes de estudio.

## Estilo de música
Sus canciones tratan los temas del deseo y pasión pero también de fragilidad y sentimientos de alienación social (como en por ej. «En vän med en Bil», «Du kan gå din egen väg»). La música consiste en una mezcla de melancolía y euforia, de tristeza y alegría. El amor suele aparecer en la mayoría de las canciones, en todas las formas, acompañada por el baile, las drogas, el alcohol, la importancia de la música y la búsqueda de la felicidad. Hellström canta de la falta de confianza en sí mismo y sus defectos sin vergüenza. Sus canciones suelen ser como historias cortas, con lugares que existen en la realidad y con personajes tanto reales como ficticios. Muchas de las historias se desarrollan en las calles y los barrios de Gotemburgo.
Además de su papel anterior en Broder Daniel y en Honey is cool, ha colaborado con artistas y grupos suecos como Augustifamiljen, Timo Räisänen, Påvels y Veronica Maggio.

## Crítica
Hellström ha recibido críticas por usar muchas influencias de canciones ya existentes pero suele hacer su propia interpretación de las canciones usadas. Hellström recoge piezas de varias canciones, añadiendo su propia interpretación y por lo tanto crea una nueva canción. Además algunos han criticado su voz y lo acusan de cantar fuera de tono. Otros dicen que él sí sabe cantar, aunque no es puramente angelical, y que la emoción de su voz es lo más significativo.

## "No sientas pena" - La película
En 2013 se estrenó la película “Känn ingen sorg” («No sientas pena»), un film sobre crecer y atreverse a perder y ganar basado en sus canciones y en cuya producción se ha involucrado personalmente. Trata de tres amigos Pål, Eva y Johnny, tres de los personajes recurrentes de sus canciones. La obra ha recibido el aprecio de crítica y público.

## Discografía

### Álbumes de estudio
- Känn ingen sorg för mig Göteborg (2000)
- Det är så jag säger det (2002)
- Ett kolikbarns bekännelser (2005)

- Nåt gammalt, nåt nytt, nåt lånat, nåt blått (2005)

- För sent för edelweiss (2008)
- 2 steg från Paradise (2010)
- Det kommer aldrig va över för mig (2013)
- Du gamla du fria (2016)
- Illusioner (2018)
- Rampljus volym 1 (2020)
- Rampljus volym 2 (2020)
- Poetiska försök (2023)

### Álbumes en directo
- Två steg från Paradise – Tour Edition (2010)
- Håkan boma ye! (2014)

### Álbumes recopilatorios
- Samlade singlar 2000–2010